# Festival Internacional de Cine de Toronto de 2023
El 48.º Festival Internacional de Cine de Toronto se llevó a cabo del 7 al 17 de septiembre de 2023.
TIFF ha anunciado que su flujo de Contemporary World Cinema pasará a llamarse Centrepiece. El festival también ha anunciado algunos cambios en su equipo de programación para el festival de 2023, tras el retiro de Steve Gravestock a fines de 2022 y la muerte de Ravi Srinivasan a principios de 2023. Entre los cambios más destacados figuran el relevo de Gravestock por Norman Wilner como programador de películas canadienses y el de June Kim por Srinivasan como programadora de películas sudasiáticas.
El festival ha indicado además que, al haber vuelto el Festival Internacional de Cine de Toronto de 2022 a cifras de asistencia más normales, el evento se celebrará exclusivamente en persona, poniendo fin a la plataforma en línea que se venía ofreciendo desde el Festival Internacional de Cine de Toronto de 2020. Otro cambio con respecto a años anteriores es que las proyecciones del mercado cinematográfico para profesionales de la industria comenzarán el 6 de septiembre, un día antes de la apertura oficial del festival al público.
Los organizadores del festival han reconocido que es probable que la huelga SAG-AFTRA de 2023 afecte al festival si no se resuelve a tiempo, en particular porque la huelga impide que los actores participen en apariciones promocionales para apoyar sus películas, pero han indicado que el festival seguirá adelante aunque asistan menos celebridades de lo habitual. Sin embargo, la regla no prohibirá necesariamente que todos los actores estadounidenses asistan al evento; por ejemplo, como Seven Veils de Atom Egoyan fue una producción canadiense filmada bajo contratos ACTRA en lugar de SAG-AFTRA, la actriz principal Amanda Seyfried aún puede asistir al estreno. El festival ha indicado que, en general, el 70 por ciento de su programa previsto para 2023 proviene de productores independientes y/o internacionales, y no se verá afectado por la huelga.

## Selección oficial

### Presentaciones Gala
En esta sección se presentan largometrajes de alto nivel, a menudo protagonizados por estrellas de cine internacionales, presentados con una alfombra roja.
| Título internacional     | Título original          | Director(es)                          | País de origen              |
| ------------------------ | ------------------------ | ------------------------------------- | --------------------------- |
| A Normal Family          | 보통의 가족              | Hur Jin-ho                            | Corea del Sur               |
| Concrete Utopia          | 콘크리트 유토피아        | Um Tae-hwa                            | Corea del Sur               |
| Dumb Money               | Dumb Money               | Craig Gillespie                       | Estados Unidos              |
| Fair Play                | Fair Play                | Chloe Domont                          | Estados Unidos              |
| Finestkind               | Finestkind               | Brian Helgeland                       | Estados Unidos              |
| Flora and Son            | Flora and Son            | John Carney                           | Irlanda, Estados Unidos     |
| Hate to Love: Nickelback | Hate to Love: Nickelback | Leigh Brooks                          | Canadá                      |
| Lee                      | Lee                      | Ellen Kuras                           | Reino Unido, Estados Unidos |
| Next Goal Wins           | Next Goal Wins           | Taika Waititi                         | Reino Unido, Estados Unidos |
| Nyad                     | Nyad                     | Elizabeth Chai Vasarhelyi, Jimmy Chin | Estados Unidos              |
| Sly                      | Sly                      | Thom Zimny                            | Estados Unidos              |
| Smugglers                | 밀수                     | Ryoo Seung-wan                        | Corea del Sur               |
| Solo                     | Solo                     | Sophie Dupuis                         | Canadá                      |
| Thank You for Coming     | Thank You for Coming     | Karan Boolani                         | India                       |
| The Boy and the Heron    | 君たちはどう生きるか     | Hayao Miyazaki                        | Japón                       |
| The End We Start From    | The End We Start From    | Mahalia Belo                          | Reino Unido                 |
| The Movie Emperor        | Hong Tan Xian Sheng      | Ning Hao                              | China                       |
| The New Boy              | The New Boy              | Warwick Thornton                      | Australia                   |
| The Royal Hotel          | The Royal Hotel          | Kitty Green                           | Australia, Reino Unido      |

### Presentaciones especiales
En esta sección se muestran largometrajes de gran repercusión (vistas en otros festivales), ó estrenos mundiales.
| Título internacional                        | Título original                             | Director(es)                          | País de origen                           |
| ------------------------------------------- | ------------------------------------------- | ------------------------------------- | ---------------------------------------- |
| A Difficult Year                            | Une année difficile                         | Éric Toledano, Olivier Nakache        | Francia                                  |
| American Fiction                            | American Fiction                            | Cord Jefferson                        | Estados Unidos                           |
| Anatomy of a Fall                           | Anatomie d'une chute                        | Justine Triet                         | Francia                                  |
| Close to You                                | Close to You                                | Dominic Savage                        | Canadá, Reino Unido                      |
| Daddio                                      | Daddio                                      | Christy Hall                          | Estados Unidos                           |
| Days of Happiness                           | Les Jours heureux                           | Chloé Robichaud                       | Canadá                                   |
| Evil Does Not Exist                         | 悪は存在しない                              | Ryūsuke Hamaguchi                     | Japón                                    |
| Ezra                                        | Ezra                                        | Tony Goldwyn                          | Estados Unidos                           |
| Fingernails                                 | Fingernails                                 | Christos Nikou                        | Estados Unidos                           |
| Four Daughters                              | Les Filles D'olfa                           | Kaouther Ben Hania                    | Francia, Túnez, Alemania, Arabia Saudita |
| His Three Daughters                         | His Three Daughters                         | Azazel Jacobs                         | Estados Unidos                           |
| Hitman                                      | Hitman                                      | Richard Linklater                     | Estados Unidos                           |
| In Restless Dreams: The Music of Paul Simon | In Restless Dreams: The Music of Paul Simon | Alex Gibney                           | Estados Unidos                           |
| Kidnapped                                   | Rapito                                      | Marco Bellocchio                      | Italia, Francia, Alemania                |
| Knox Goes Away                              | Knox Goes Away                              | Michael Keaton                        | Estados Unidos                           |
| La Chimera                                  | La Chimera                                  | Alice Rohrwacher                      | Italia, Francia, Suiza                   |
| Last Summer                                 | L'été dernier                               | Catherine Breillat                    | Francia                                  |
| Les Indésirables                            | Les Indésirables                            | Ladj Ly                               | Francia                                  |
| Memory                                      | Memory                                      | Michel Franco                         | Estados Unidos, México                   |
| Monster                                     | Kaibutsu                                    | Hirokazu Kore-eda                     | Japón                                    |
| Mother Couch                                | Mother Couch                                | Niclas Larsson                        | Estados Unidos                           |
| North Star                                  | North Star                                  | Kristin Scott Thomas                  | Reino Unido                              |
| One Life                                    | One Life                                    | James Hawes                           | Reino Unido                              |
| Pain Hustlers                               | Pain Hustlers                               | David Yates                           | Estados Unidos                           |
| Poolman                                     | Poolman                                     | Chris Pine                            | Estados Unidos                           |
| Quiz Lady                                   | Quiz Lady                                   | Jessica Yu                            | Estados Unidos                           |
| Reptile                                     | Reptile                                     | Grant Singer                          | Estados Unidos                           |
| Ru                                          | Ru                                          | Charles-Olivier Michaud               | Estados Unidos                           |
| Rustin                                      | Rustin                                      | George C. Wolfe                       | Estados Unidos                           |
| Seven Veils                                 | Seven Veils                                 | Atom Egoyan                           | Canadá                                   |
| Shoshana                                    | Shoshana                                    | Michael Winterbottom                  | Reino Unido, Italia                      |
| Sing Sing                                   | Sing Sing                                   | Greg Kwedar                           | Estados Unidos                           |
| Swan Song                                   | Swan Song                                   | Chelsea McMullan                      | Canadá                                   |
| The Beast                                   | La Bête                                     | Bertrand Bonello                      | Francia, Canadá                          |
| The Burial                                  | The Burial                                  | Maggie Betts                          | Estados Unidos                           |
| The Convert                                 | The Convert                                 | Lee Tamahori                          | Australia, Nueva Zelanda                 |
| The Critic                                  | The Critic                                  | Anand Tucker                          | Reino Unido                              |
| The Dead Don't Hurt                         | The Dead Don't Hurt                         | Viggo Mortensen                       | Canadá, México, Dinamarca                |
| Los que se quedan                           | The Holdovers                               | Alexander Payne                       | Estados Unidos                           |
| The Movie Teller                            | La contadora de películas                   | Lone Scherfig                         | España, Francia, Chile                   |
| The Peasants                                | Chlopi                                      | Dorota Kobiela, Hugh Welchman         | Polonia, Serbia, Lituania                |
| The Promised Land                           | Bastarden                                   | Nikolaj Arcel                         | Dinamarca, Alemania, Suecia              |
| The Rescue                                  | El rapto                                    | Daniela Goggi                         | Argentina                                |
| The Taste of Christmas                      | El sabor de la navidad                      | Alejandro Lozano                      | México                                   |
| The Zone of Interest                        | The Zone of Interest                        | Jonathan Glazer                       | Reino Unido, Polonia, Estados Unidos     |
| Together 99                                 | Together 99                                 | Lukas Moodysson                       | Suecia, Dinamarca                        |
| Unicorns                                    | Unicorns                                    | Sally El Hosaini, James Krishna Floyd | Reino Unido, Estados Unidos, Suecia      |
| Uproar                                      | Uproar                                      | Paul Middleditch, Hamish Bennett      | Nueva Zelanda                            |
| Wicked Little Letters                       | Wicked Little Letters                       | Thea Sharrock                         | Reino Unido                              |
| Wildcat                                     | Wildcat                                     | Ethan Hawke                           | Estados Unidos                           |
| La mujer del momento                        | La mujer del momento                        | Anna Kendrick                         | Estados Unidos                           |

### Centrepiece
Anteriormente conocida como Contemporary World Cinema, en esta sección se muestran largometrajes narrativos de directores consagrados.
| Título internacional                                | Título original                                    | Director(es)                      | País de origen                                                              |
| --------------------------------------------------- | -------------------------------------------------- | --------------------------------- | --------------------------------------------------------------------------- |
| 100 Yards                                           | 100 Yards                                          | Xu Haofeng, Xu Junfeng            | China                                                                       |
| A Happy Day                                         | A Happy Day                                        | Hisham Zaman                      | Noruega, Dinamarca                                                          |
| A Ravaging Wind                                     | El viento que arrasa                               | Paula Hernández                   | Argentina, Uruguay                                                          |
| A Road to a Village                                 | गाउ आएको बाटो                                          | Nabin Subba                       | Nepal                                                                       |
| About Dry Grasses                                   | Kuru Otlar Üstüne                                  | Nuri Bilge Ceylan                 | Turquía, Francia, Alemania, Suecia                                          |
| Banel & Adama                                       | Banel et Adama                                     | Ramata-Toulaye Sy                 | Francia, Senegal, Malí                                                      |
| Chuck Chuck Baby                                    | Chuck Chuck Baby                                   | Janis Pugh                        | Reino Unido                                                                 |
| City of Wind                                        | сэр сэр салхи                                      | Lkhagvadulam Purev-Ochir          | Francia, Mongolia, Portugal, Países Bajos, Catar, Alemania                  |
| Close Your Eyes                                     | Cerrar los ojos                                    | Víctor Erice                      | España, Argentina                                                           |
| Death of a Whistleblower                            | Death of a Whistleblower                           | Ian Gabriel                       | Sudáfrica                                                                   |
| Fallen Leaves                                       | Kuolleet lehdet                                    | Aki Kaurismäki                    | Finlandia, Alemania                                                         |
| Fitting In                                          | Fitting In                                         | Molly McGlynn                     | Canadá                                                                      |
| Hey, Viktor!                                        | Hey, Viktor!                                       | Cody Lightning                    | Canadá                                                                      |
| Holiday                                             | Holiday                                            | Edoardo Gabbriellini              | Italia                                                                      |
| Humanist Vampire Seeking Consenting Suicidal Person | Vampire humaniste cherche suicidaire consentant    | Ariane Louis-Seize                | Canadá                                                                      |
| I Do Not Come To You By Chance                      | I Do Not Come To You By Chance                     | Ishaya Bako                       | Nigeria                                                                     |
| In Flames                                           | In Flames                                          | Zarrar Kahn                       | Canadá, Pakistán                                                            |
| Inshallah a Boy                                     | Inshallah Walad                                    | Amjad Al Rasheed                  | Jordania, Francia, Arabia Saudita, Catar, Egipto                            |
| Irena's Vow                                         | Irena's Vow                                        | Louise Archambault                | Canadá, Polonia                                                             |
| Je’vida                                             | Je’vida                                            | Katja Gauriloff                   | Finlandia                                                                   |
| Kanaval                                             | Kanaval                                            | Henri Pardo                       | Canadá, Luxemburgo                                                          |
| Limbo                                               | Limbo                                              | Ivan Sen                          | Australia                                                                   |
| Lost Ladies                                         | Laapata Ladies                                     | Kiran Rao                         | India                                                                       |
| Mountains                                           | Mountains                                          | Monica Sorelle                    | Estados Unidos                                                              |
| National Anthem                                     | National Anthem                                    | Luke Gilford                      | Estados Unidos                                                              |
| Perfect Days                                        | Perfect Days                                       | Wim Wenders                       | Japón                                                                       |
| Robot Dreams                                        | Robot Dreams                                       | Pablo Berger                      | España, Francia                                                             |
| Shadow of Fire                                      | Hokage                                             | Shinya Tsukamoto                  | Japón                                                                       |
| Shayda                                              | Shayda                                             | Noora Niasari                     | Australia                                                                   |
| Sira                                                | Sira                                               | Apolline Traoré                   | Burkina Faso, Senegal, Francia, Alemania                                    |
| Snow Leopard                                        | Xue Bao                                            | Pema Tseden                       | China                                                                       |
| Sweet Dreams                                        | Sweet Dreams                                       | Ena Sendijarević                  | Países Bajos, Suecia, Indonesia, Francia                                    |
| The Breaking Ice                                    | The Breaking Ice                                   | Anthony Chen                      | China                                                                       |
| The Delinquents                                     | Los delincuentes                                   | Rodrigo Moreno                    | Argentina, Brasil, Luxemburgo, Chile                                        |
| The Feeling That the Time for Something Has Passed  | The Feeling That the Time for Something Has Passed | Joanna Arnow                      | Estados Unidos                                                              |
| The Green Border                                    | Zielona granica                                    | Agnieszka Holland                 | Polonia, República Checa, Francia, Bélgica                                  |
| The Monk and the Gun                                | The Monk and the Gun                               | Pawo Choyning Dorji               | Bután, Francia, Estados Unidos, Taiwán                                      |
| The Nature of Love                                  | Simple comme Sylvain                               | Monia Chokri                      | Canadá, Francia                                                             |
| The Reeds                                           | Son Hasat                                          | Cemil Ağacıkoğlu                  | Turquía, Bulgaria                                                           |
| The Settlers                                        | Los Colonos                                        | Felipe Gálvez Haberle             | Chile, Argentina, Francia, Dinamarca, Reino Unido, Taiwán, Suecia, Alemania |
| The Teachers' Lounge                                | Das Lehrerzimmer                                   | Ilker Çatak                       | Alemania                                                                    |
| They Shot the Piano Player                          | Dispararon Al Pianista                             | Fernando Trueba, Javier Mariscal  | España, Francia                                                             |
| Toll                                                | Pedágio                                            | Carolina Markowicz                | Brasil, Portugal                                                            |
| Upon Open Sky                                       | A Cielo Abierto                                    | Mariana Arriaga, Santiago Arriaga | México, España                                                              |
| We Grown Now                                        | We Grown Now                                       | Minhal Baig                       | Estados Unidos                                                              |
| Woodland                                            | Wald                                               | Elisabeth Scharang                | Austria                                                                     |
| Your Mother's Son                                   | Anak Ka Ng Ina Mo                                  | Jun Lana                          | Filipinas                                                                   |

### Discovery
En esta sección se muestran películas que suelen ser el primer o segundo largometraje del director.
| Título internacional      | Título original                      | Director(es)                  | País de origen                   |
| ------------------------- | ------------------------------------ | ----------------------------- | -------------------------------- |
| Achilles                  | آشیل                                 | Farhad Delaram                | Irán, Alemania, Francia          |
| After the Fire            | Avant que les flammes ne s'éteignent | Mehdi Fikri                   | Francia                          |
| Andragogy                 | Budi Pekerti                         | Wregas Bhanuteja              | Estados Unidos, Singapur         |
| Arthur & Diana            | Arthur & Diana                       | Sara Summa                    | Alemania                         |
| Backspot                  | Backspot                             | D. W. Waterson                | Canadá                           |
| An Endless Sunday         | Una Sterminata Domenica              | Alain Parroni                 | Italia, Alemania, Irlanda        |
| Frybread Face and Me      | Frybread Face and Me                 | Billy Luther                  | Estados Unidos                   |
| Gonzo Girl                | Gonzo Girl                           | Patricia Arquette             | Estados Unidos                   |
| Hajjan                    | هجان                                 | Abu Bakr Shawky               | Arabia Saudita, Egipto, Jordania |
| How to Have Sex           | How to Have Sex                      | Molly Manning Walker          | Reino Unido                      |
| I Don't Know Who You Are  | I Don't Know Who You Are             | M. H. Murray                  | Canadá                           |
| La Suprema                | La Suprema                           | Felipe Holguín Caro           | Colombia                         |
| Mandoob                   | مندوب الليل                          | Ali Kalthami                  | Arabia Saudita                   |
| A Match                   | Sthal                                | Jayant Digambar Somalkar      | India                            |
| Mimang                    | 미망                                 | Kim Taeyang                   | Corea del Sur                    |
| The Queen of My Dreams    | The Queen of My Dreams               | Fawzia Mirza                  | Canadá                           |
| Seagrass                  | Seagrass                             | Meredith Hama-Brown           | Canadá                           |
| Solitude                  | Solitude                             | Ninna Pálmadóttir             | Islandia , Eslovaquia, Francia   |
| Tautuktavuk (What We See) | Tautuktavuk (What We See)            | Carol Kunnuk, Lucy Tulugarjuk | Canadá                           |
| The Teacher               | The Teacher                          | Farah Nabulsi                 | Reino Unido, Palestina, Catar    |
| The Tundra Within Me      | Eallugierdi                          | Sara Margrethe Oskal          | Noruega                          |
| Valentina or the Serenity | Valentina o la serenidad             | Ángeles Cruz                  | México                           |
| Widow Clicquot            | Widow Clicquot                       | Thomas Napper                 | Francia, Reino Unido             |
| Wild Woman                | La Mujer Salvaje                     | Alán González                 | Cuba                             |
| Without Air               | Elfogy a levegő                      | Katalin Moldovai              | Hungría                          |
| Yellow Bus                | Yellow Bus                           | Wendy Bednarz                 | Emiratos Árabes Unidos           |

### Platform
Una de las únicas secciones competitivas del festival lanzada en 2015, llamada así por la película Platform de Jia Zhangke, de películas de todo el mundo que no tienen distribución en Norteamérica.
| Título internacional | Título original   | Director(es)      | País de origen               |
| -------------------- | ----------------- | ----------------- | ---------------------------- |
| Dear Jassi           | Dear Jassi        | Tarsem Singh      | India                        |
| Dream Scenario       | Dream Scenario    | Kristoffer Borgli | Estados Unidos               |
| Great Absence        | Great Absence     | Kei Chika-ura     | Japón                        |
| I Told You So        | Te l’avevo detto  | Ginevra Elkann    | Italia                       |
| The King Tide        | The King Tide     | Christian Sparkes | Canadá                       |
| Not a Word           | Kein Wort         | Hanna Slak        | Alemania, Eslovenia, Francia |
| Sisterhood           | HLM Pussy         | Nora El Hourch    | Francia                      |
| Shame on Dry Land    | Syndabocken       | Axel Petersén     | Suecia                       |
| Spirit of Ecstasy    | La Vénus d’argent | Héléna Klotz      | Francia                      |
| The Rye Horn         | O Corno           | Jaione Camborda   | España, Bélgica, Portugal    |

### Locura de medianoche
Sección dedicada a películas de género (tradicionalmente en el Festival de Toronto cada película de esta sección tiene una proyección programada a las 23:59 y otra a la tarde siguiente).
| Título internacional       | Título original            | Director(es)              | País de origen                                         |
| -------------------------- | -------------------------- | ------------------------- | ------------------------------------------------------ |
| Aggro Dr1ft                | Aggro Dr1ft                | Harmony Korine            | Estados Unidos                                         |
| Boy Kills World            | Boy Kills World            | Moritz Mohr               | Alemania, Sudáfrica, Estados Unidos                    |
| Dicks: The Musical         | Dicks: The Musical         | Larry Charles             | Estados Unidos                                         |
| Hell of a Summer           | Hell of a Summer           | Finn Wolfhard, Billy Bryk | Estados Unidos, Canadá                                 |
| KILL                       | KILL                       | Nikhil Nagesh Bhat        | India                                                  |
| NAGA                       | ناقة                       | Meshal Aljaser            | Arabia Saudita                                         |
| Riddle of Fire             | Riddle of Fire             | Weston Razooli            | Estados Unidos                                         |
| Sleep                      | 잠                         | Jason Yu                  | Corea del Sur                                          |
| When Evil Lurks            | Cuando acecha la maldad    | Demián Rugna              | Argentina                                              |
| Working Class Goes to Hell | Radnička klasa ide u pakao | Mladen Đorđević           | Serbia, Grecia, Bulgaria, Montenegro, Croacia, Rumania |

### Wavelengths
Dicha sección comprende a películas experimentales y de arte y ensayo, tanto largometrajes como cortometrajes (esta sección debe su nombre a la película Wavelength, de Michael Snow).
| Título internacional                                  | Título original                                                | Director(es)          | País de origen                                                                |
| ----------------------------------------------------- | -------------------------------------------------------------- | --------------------- | ----------------------------------------------------------------------------- |
| Bouquets 31-40                                        | Bouquets 31-40                                                 | Rose Lowder           | Francia                                                                       |
| Chantal Akerman: Her First Look Behind the Camera     | Chantal Akerman: Her First Look Behind the Camera              | Chantal Akerman       | Bélgica                                                                       |
| The Daughters of Fire                                 | As Filhas do Fogo                                              | Pedro Costa           | Portugal                                                                      |
| Do Not Expect Too Much from the End of the World      | Nu astepta prea mult de la sfârsitul lumii                     | Radu Jude             | Rumania                                                                       |
| Film Sculpture (1-4)                                  | Film Sculpture (1-4)                                           | Philipp Fleischmann   | Austria                                                                       |
| He Thought He Died                                    | He Thought He Died                                             | Isiah Medina          | Canadá                                                                        |
| Here                                                  | Here                                                           | Bas Devos             | Bélgica                                                                       |
| The Human Surge 3                                     | El auge del humano 3                                           | Eduardo Williams      | Argentina, Portugal, Brasil, Países Bajos, Taiwán, Hong Kong, Sri Lanka, Perú |
| Inside the Yellow Cocoon Shell                        | Bên trong vỏ kén vàng                                          | Phạm Thiên Ân         | Vietnam, Singapur, Francia, España                                            |
| It follows It passes on                               | It follows It passes on                                        | Erica Sheu            | Tailandia , Estados Unidos                                                    |
| Laberint Sequences                                    | Laberint Sequences                                             | Blake Williams        | Canadá                                                                        |
| Let's Talk                                            | Let's Talk                                                     | Simon Liu             | Hong Kong                                                                     |
| Light, Noise, Smoke, and Light, Noise, Smoke          | Light, Noise, Smoke, and Light, Noise, Smoke                   | Tomonari Nishikawa    | Japón                                                                         |
| Mademoiselle Kenopsia                                 | Mademoiselle Kenopsia                                          | Denis Côté            | Canadá                                                                        |
| Mambar Pierrette                                      | Mambar Pierrette                                               | Rosine Mbakam         | Bélgica, Camerún                                                              |
| Mast-del                                              | Mast-del                                                       | Maryam Tafakory       | Reino Unido, Irán                                                             |
| Music                                                 | Music                                                          | Angela Schanelec      | Alemania, Francia, Serbia                                                     |
| Nowhere Near                                          | Nowhere Near                                                   | Miko Revereza         | Filipinas                                                                     |
| NYC RGB                                               | NYC RGB                                                        | Viktoria Schmid       | Austria, Estados Unidos                                                       |
| Orlando, My Political Biography                       | Orlando, ma biographie politique                               | Paul B. Preciado      | Francia                                                                       |
| Pictures of Ghosts                                    | Retratos Fantasmas                                             | Kleber Mendonça Filho | Brasil                                                                        |
| Quiet As It's Kept                                    | Quiet As It's Kept                                             | Ja'Tovia Gary         | Estados Unidos                                                                |
| Shrooms                                               | Shrooms                                                        | Jorge Jácome          | Portugal                                                                      |
| Slow Shift                                            | Slow Shift                                                     | Shambhavi Kaul        | India, Estados Unidos                                                         |
| Sundown                                               | Sundown                                                        | Steve Reinke          | Estados Unidos, Canadá, Austria                                               |
| Trailer of the Film That Will Never Exist: Phony Wars | Film annonce du film qui n’existera jamais : Drôles de guerres | Jean-Luc Godard       | Francia, Suiza                                                                |
| We Don't Talk Like We Used To                         | We Don't Talk Like We Used To                                  | Joshua Gen Solondz    | Estados Unidos, Japón, Hong Kong                                              |
| Youth (Spring)                                        | 青春                                                           | Wang Bing             | China, Francia, Luxemburgo, Países Bajos                                      |